# Hoplia freyi
Hoplia freyi är en skalbaggsart som beskrevs av Baraud 1967. Hoplia freyi ingår i släktet Hoplia och familjen Melolonthidae. Inga underarter finns listade i Catalogue of Life.